# Loquarder Kirche

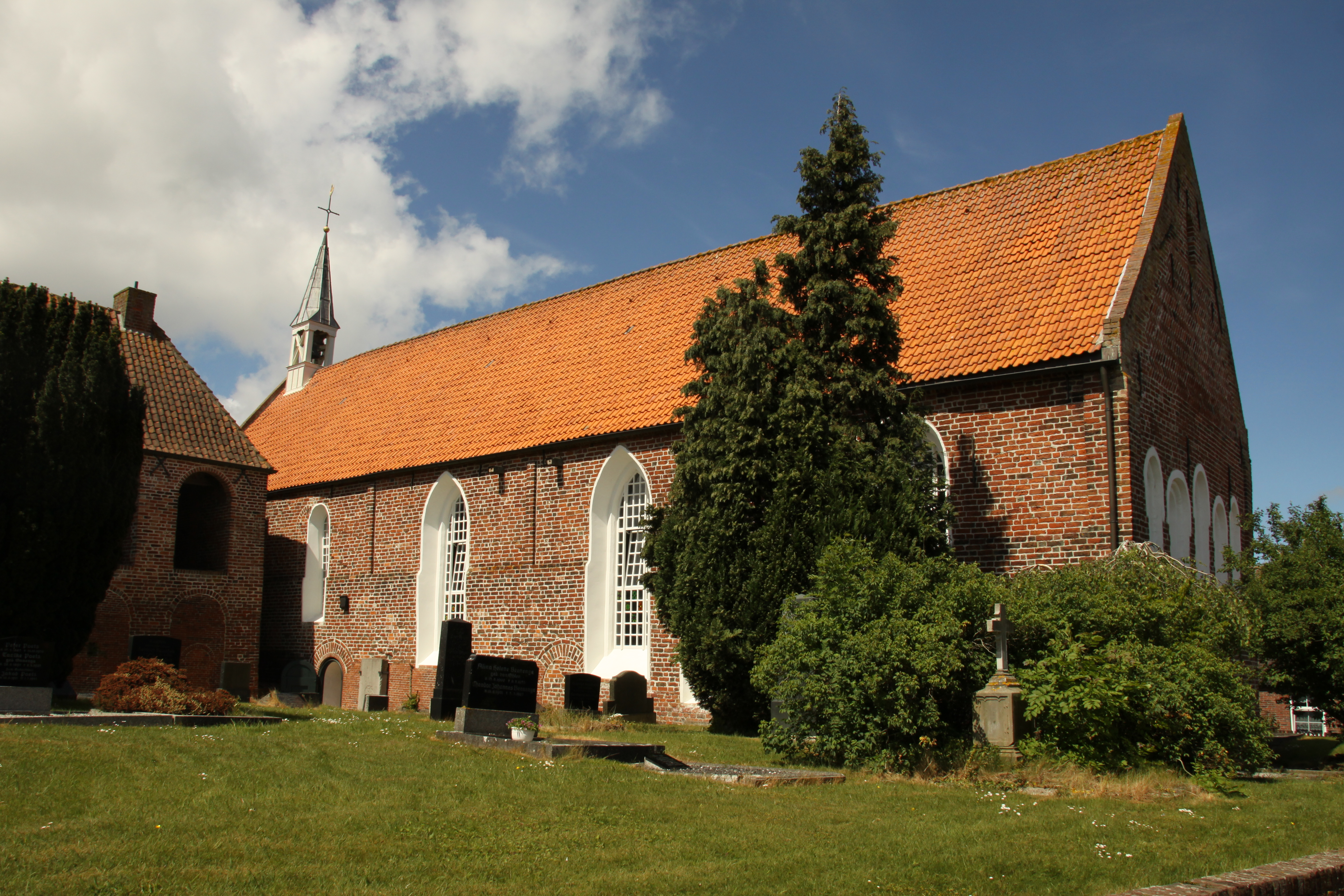
Kirche – Südseite

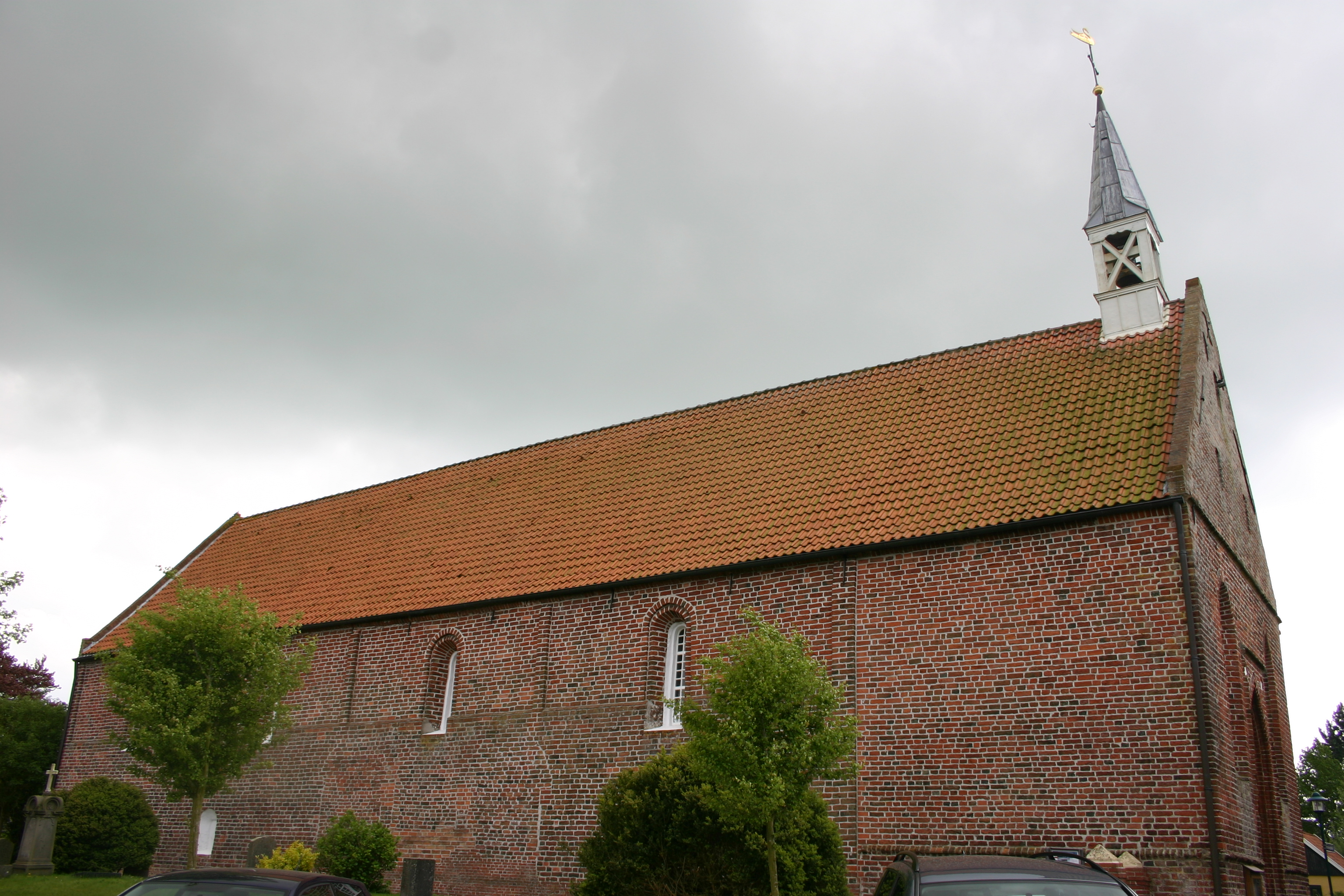
Kirche – Nordseite

Die evangelisch-lutherische Loquarder Kirche liegt im ostfriesischen Wurtendorf Loquard, in der Krummhörn.

## Geschichte
Die Loquarder Kirche wurde in der zweiten Hälfte des 13. Jahrhunderts im Zentrum der Dorfwarft errichtet. Bis zur Reformation gehörte sie zum Bistum Münster. Der ursprüngliche Baukörper war kürzer als das heutige Gebäude. Am Ende des 15. Jahrhunderts wurde im Westen ein Turm angebaut, der in der Folgezeit als Seezeichen diente. Eine Darstellung dieses Bauwerks mit spitzem Turm ist auf der Abendmahlskanne von 1710 erhalten. Während der Weihnachtsflut wurde dieser im Jahr 1717 durch Orkanböen so schwer beschädigt, dass die oberen Stockwerke abgebrochen werden mussten. Der Kirchturm wurde so auf die Höhe des Kirchendachs und das Untergeschoss dabei mit in den Kirchenraum einbezogen.

## Baubeschreibung

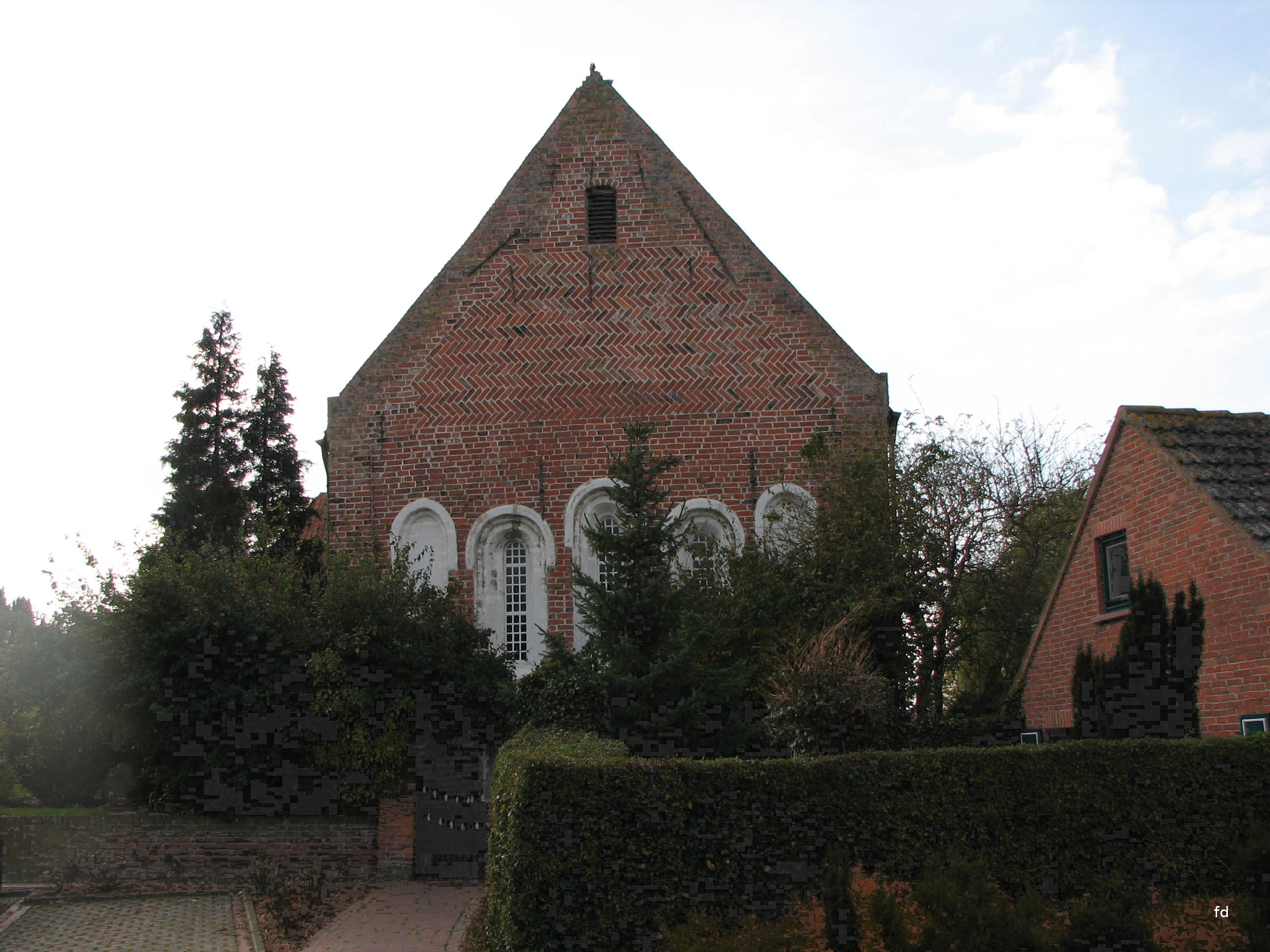
Giebelwand Ostseite

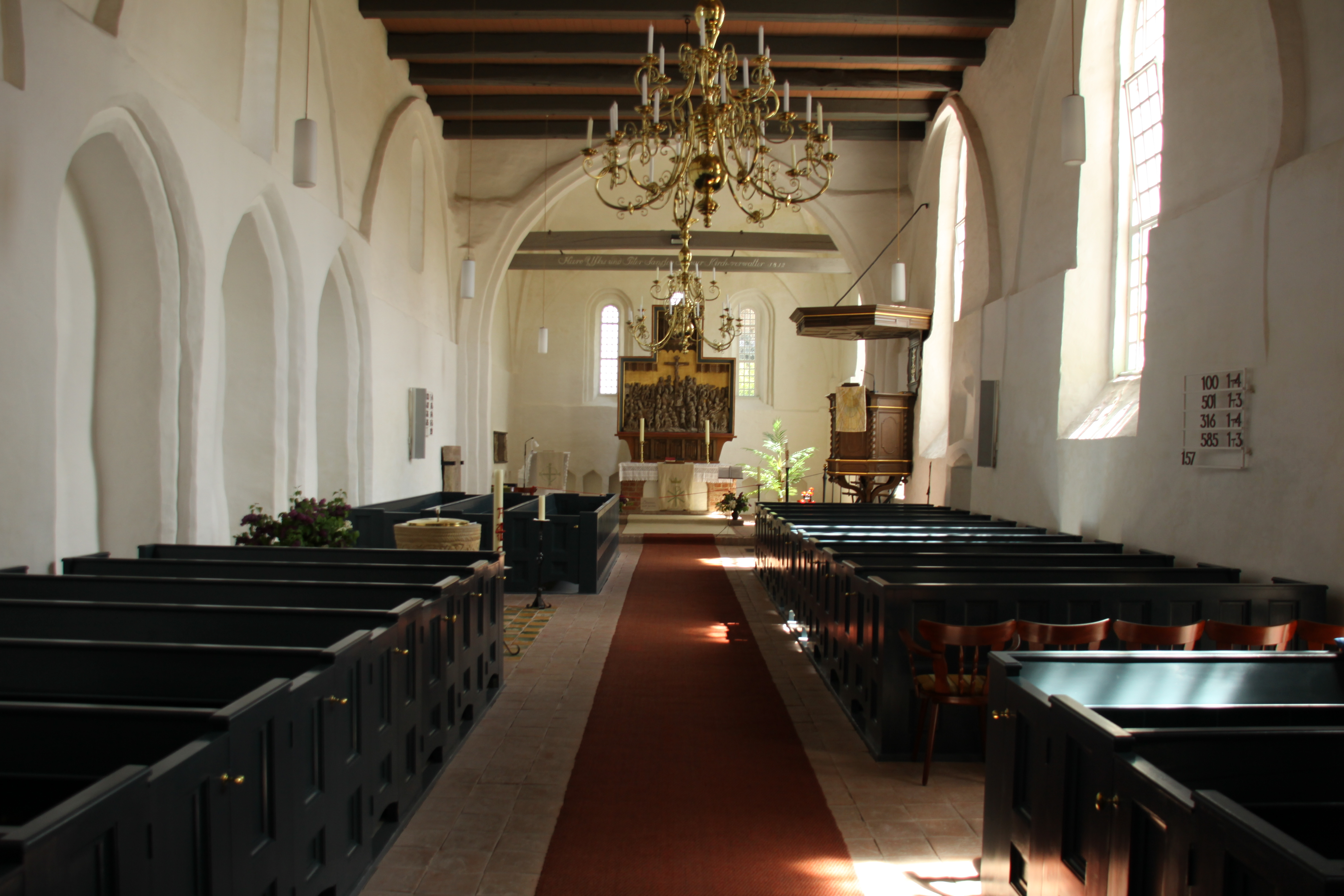
Blick ins Kirchenschiff

Das Loquarder Gotteshaus ist eine Rechteck-Einraumkirche aus Backstein, die im Stil der Romanik errichtet wurde. Sie weist eine Länge von 34,2 m und eine Breite von 9,7 m auf. Zu Zeiten ihrer Erbauung wurde die Kirche durch Portale im Norden und Süden betreten, die heute vermauert sind. Sie wurden verlegt, nachdem der Westturm errichtet wurde, in dem sich seither das Westportal als Haupteingang befindet. Am Westende des Bauwerks befindet sich ein Dachreiter.
Die Ostwand ist durch eine gestaffelte Dreifenstergruppe im Zentrum sowie zwei flankierende Blenden gegliedert. In der Nordwand blieben die vier ursprünglichen, kleinen Spitzbogenfenster erhalten. Sie ist zudem mit einem Mauerrücksprung und zwischen den Fenstern angeordnete Lisenen verziert. Die Fenster der Südwand wurden nach der Reformation erweitert, um mehr Licht in das Innere der Kirche zu lassen. Ein im Osten der Südwand einst vorhandenes Hagioskop ist heute vermauert. Die Westwand wird von dem spitzbogigen Portal eingenommen. Dieses ist mit einem rechteckigen Rahmen umfasst. Oberhalb der Tür befinden sich fünf Kleeblattblenden und unmittelbar darüber die Fragmente einer Rosette.
Ursprünglich war die Kirche mit vier quadratischen Jochen überwölbt, von denen das östliche über dem Chorraum erhalten blieb. Eine heute noch vorhandene Treppe in der Westwand führte einst wahrscheinlich auf den später verkürzten Kirchturm. In den Nischen im östlichen Teil des Bauwerks wurde einst das Altargerät aufbewahrt.
Südlich des Hauptbaus befindet sich der freistehende Glockenstuhl des Parallelmauertyps. Er wurde ebenfalls im Stil der Romanik errichtet und wird, wie das Kirchenschiff, auf die zweite Hälfte des 13. Jahrhunderts datiert.

## Ausstattung

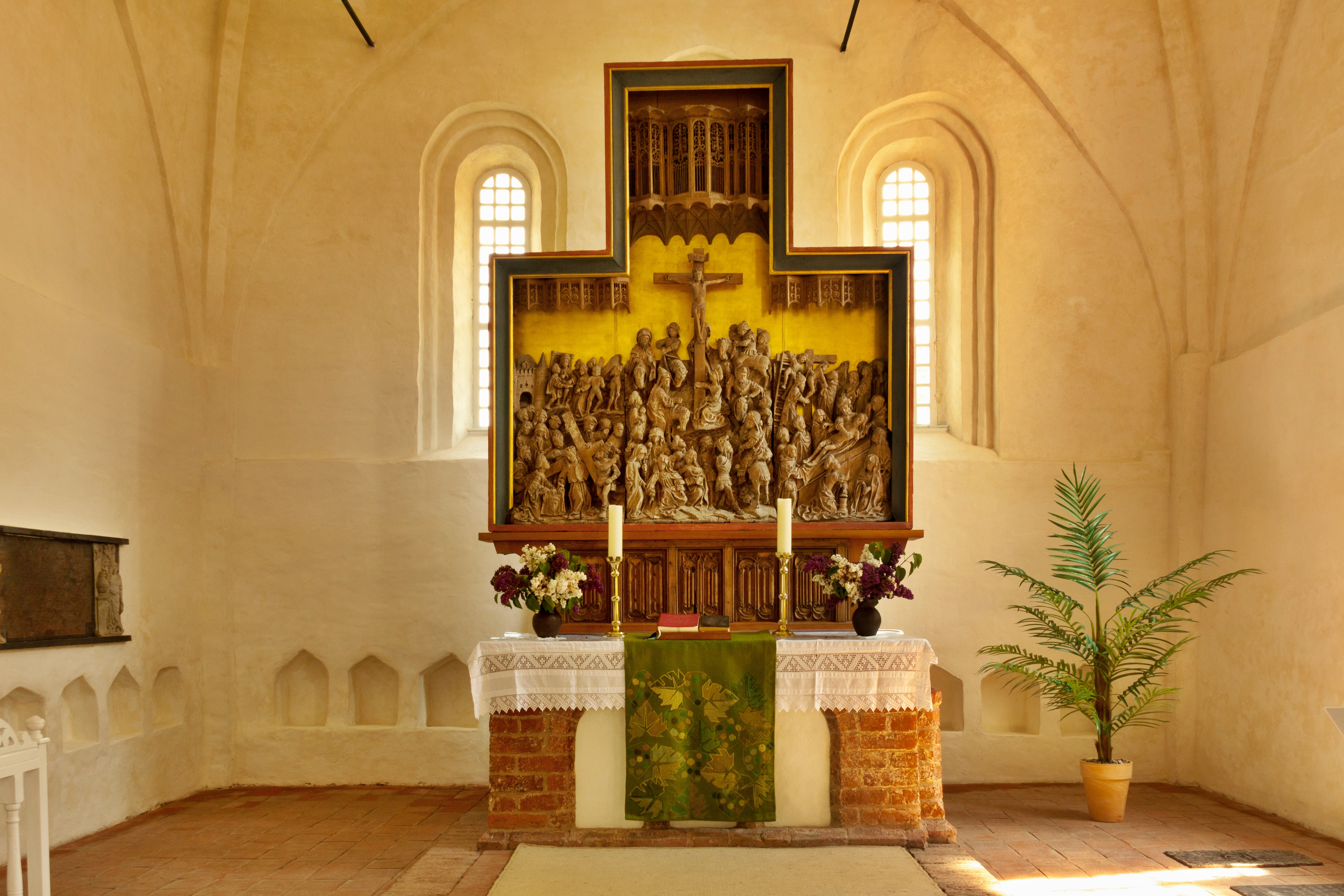
Altar

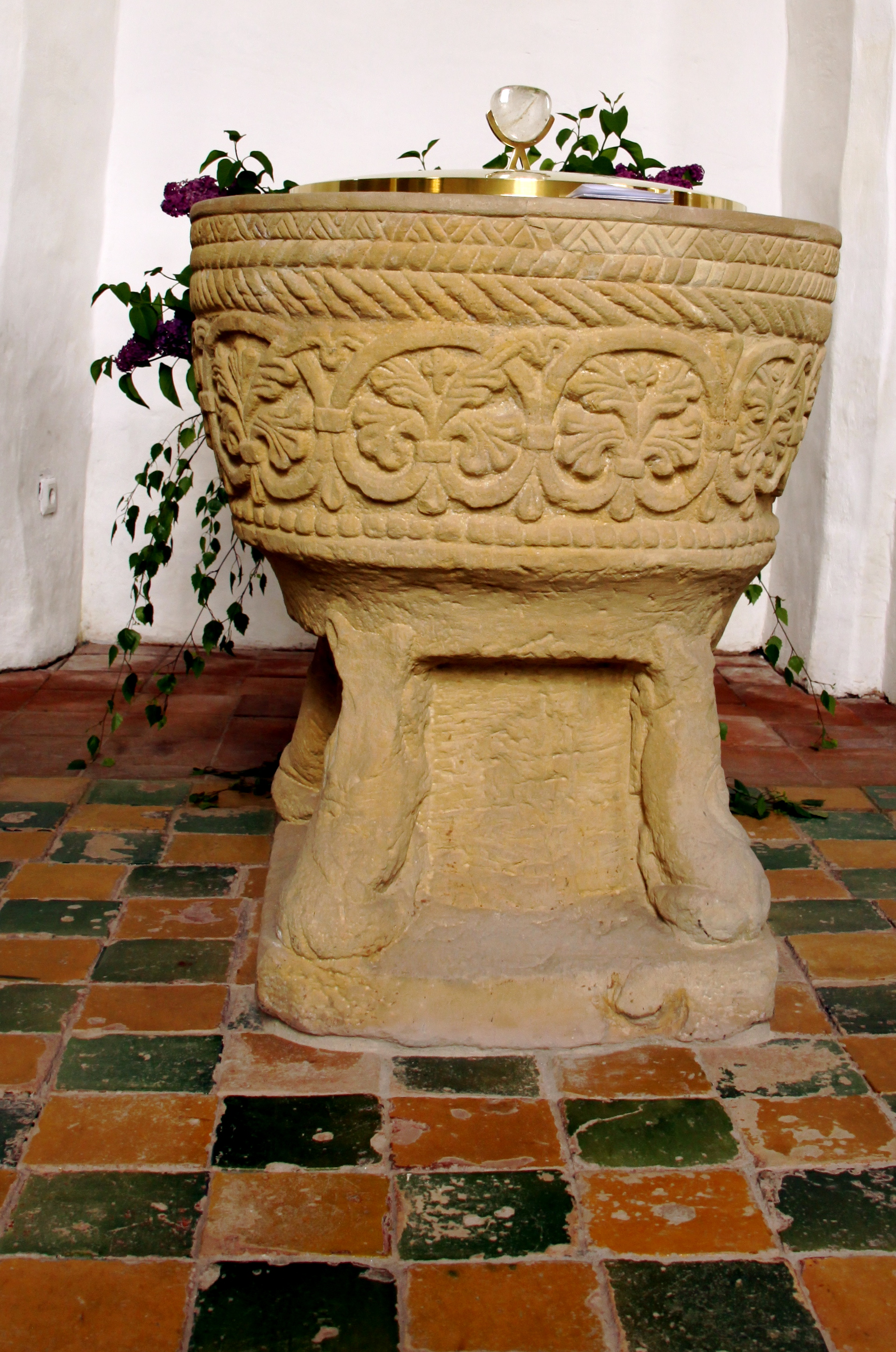
Taufstein

Der bedeutendste Ausstattungsgegenstand ist der Altar. Er ist einer von nur sieben Schnitzaltären aus der Zeit des späten Mittelalters, die in Ostfriesland erhalten blieben. Er steht auf einem im Jahre 1964 von der Ostwand in den Chorbereich vorgezogenen Stipes. Das Retabel besteht aus Eichenholz und entstand um 1510 in einer flandrischen Werkstatt und wurde wahrscheinlich vom örtlichen Häuptling Viktor Freese gestiftet.
Der überhöhte Mittelteil weist eine Breite von etwa 0,90 m auf und ist mit gotischen Baldachinen bedacht.
Der Schrein ist 1,73 m breit und 2,59 m hoch. Dargestellt sind fünf Szenen aus der Passion Christi in kontinuierlicher Abfolge ohne architektonische Zwischengliederung. Beginnend oben links sind dies Jesus vor Pontius Pilatus, die Kreuztragung (unten links), die Kreuzigung auf dem Kalvarienberg (Mitte unten), die Kreuzabnahme (oben rechts) sowie die Grablegung Christi (unten rechts). Kreuz und Korpus waren jahrelang nicht mehr vorhanden. Sie wurden im Jahre 1973 durch einen Oberammergauer Künstler neu geschaffen und von dem Bildhauer Brüggemann, Winsen an der Luhr, eingefügt.
Die Predella hat eine Breite von 1,8 m und eine Höhe von 0,68 m. Sie ist mit einem Faltwerk verziert, die Ähnlichkeiten mit der Orgelempore im benachbarten Rysum aufweist.
Der fragmentarisch erhaltene Taufstein der Kirche entstand um 1200 aus Bentheimer Sandstein im Stil der Romanik. Er zählt nicht zu den ursprünglichen Ausstattungsgegenständen, sondern wurde 1965 von der lutherischen Gemeinde Westerholt gestiftet, nachdem er dort jahrelang im Pfarrgarten lag. Das stark beschädigte (und später ergänzte) Taufbecken ruht auf vier stilisierten Löwen; Taufschale und der Taufsteindeckel aus Messing mit einem Knauf aus Bergkristall sind ein Werk der Firma Marby aus Brünninghausen.
Die schlichte Kanzel mit Schalldeckel wurde 1732 geschaffen. Kastengestühl und Ostempore sind ebenfalls schlicht gehalten.
An der Nordwand befindet sich ein Porträtgrabstein von Conrad van Vaerel aus dem Jahr 1546. 1793 schuf Hinrich Just Müller eine Orgel, von der noch der Prospekt erhalten ist. Dahinter baute die Firma Alfred Führer 1966/67 ein neues Werk mit acht Registern.
Ein über dem Schlüsselloch befindlicher Schwan weist symbolisch auf Martin Luther.